# Typhlacontias
Genre
Typhlacontias est un genre de sauriens de la famille des Scincidae.

## Répartition
Les espèces de ce genre se rencontrent en Afrique australe.

## Liste des espèces
Selon The Reptile Database (19 décembre 2012) :
- Typhlacontias brevipes Fitzsimons, 1938
- Typhlacontias gracilis Roux, 1907
- Typhlacontias johnsonii Andersson, 1916
- Typhlacontias kataviensis Broadley, 2006
- Typhlacontias punctatissimus Bocage, 1873
- Typhlacontias rohani Angel, 1923
- Typhlacontias rudebecki Haacke, 1997

## Publication originale
- Bocage, 1873 : Melanges erpetologiques. II. Sur quelques reptiles et batraciens nouveaux, rares ou peu connus d‘Afrique occidentale. Jornal de Sciencias Mathematicas, Physicas e Naturaes Academia Real das Sciencias de Lisboa, vol. 4, p. 209-227 (texte intégral).